# Joanne Fenn
Joanne Fenn, född den 19 oktober 1974, är en brittisk före detta friidrottare som tävlade i medeldistanslöpning.
Fenn tävlade huvudsakligen på 800 meter och hon deltog vid EM 2002 i München där hon blev utslagen i semifinalen. Vid inomhus-VM 2003 i Birmingham var hon i final och slutade femma på tiden 1.59,95. Utomhus samma år blev hon utslagen i semifinalen vid VM i Paris.
Under inomhus-VM 2004 blev hon bronsmedaljör denna gång på tiden 1.59,50. Utomhus samma år deltog hon vid Olympiska sommarspelen 2004 där hon blev utslagen i semifinalen.

## Personliga rekord
- 800 meter - 1.59,86 (inomhus 1.59,50)